# Darlington (Engeland)
Darlington is een unitary authority en een district in de Engelse regio North East England en telt 107.000 inwoners. De oppervlakte bedraagt 197 km². Hoofdplaats is de stad Darlington. 
Vanuit ceremonieel oogpunt geldt het als onderdeel van het ceremoniële graafschap Durham.

## Demografie
Van de bevolking is 17,0% ouder dan 65 jaar. De werkloosheid bedraagt 4,0% van de beroepsbevolking (cijfers volkstelling 2001).
Het aantal inwoners daalde van ongeveer 99.300 in 1991 naar 97.838 in 2001.

## Trivia
De naam Darlington was in Nederland jarenlang berucht, nadat het Nederlands voetbalelftal hier in 1907 met 12-2 van de Engelse amateurs verloor. Dit is nog altijd de grootste nederlaag in de geschiedenis van Oranje.

## Plaatsen district Darlington
Beaumont Hill, Blackwell, Haughton Le Skerne, Headlam, Houghton Bank, Middleton One Row, Oak Tree, Redworth, Walworth Gate.

## Civil parishesin district Darlington
Archdeacon Newton, Barmpton, Bishopton, Brafferton, Coatham Mundeville, Denton, East and West Newbiggin, Great Burdon, Great Stainton, Heighington, High Coniscliffe, Houghton le Side, Hurworth, Killerby, Little Stainton, Low Coniscliffe and Merrybent, Low Dinsdale, Middleton St. George, Morton Palms, Neasham, Piercebridge, Sadberge, Sockburn, Summerhouse, Walworth, Whessoe.

## Geboren
- Anthony Havelock-Allan (1904-2003), filmproducent
- James Morrison (1986), Schots voetballer
- Matthew Brennan (2005), wielrenner

Bath and North East Somerset* · Bedfordshire · Berkshire · Blackburn & Darwen* · Blackpool* · Bournemouth* · Brighton & Hove* · Bristol* · Buckinghamshire · Cambridgeshire · Cheshire · Cornwall · Cumbria · Darlington* · Derby* · Derbyshire · Devon · Dorset · Durham · East Riding of Yorkshire* · East Sussex · Essex · Gloucestershire · Greater London · Greater Manchester · Halton* · Hampshire · Hartlepool* · Herefordshire* · Hertfordshire · Hull* · Isle of Wight* · Kent · Lancashire · Leicester* · Leicestershire · Lincolnshire · Luton* · Medway* · Merseyside · Middlesbrough* · Milton Keynes* · Norfolk · Northamptonshire · Northumberland · North East Lincolnshire* · North Lincolnshire * · North Somerset* · North Yorkshire · Nottingham* · Nottinghamshire · Oxfordshire · Peterborough* · Plymouth* · Poole* · Portsmouth* · Redcar & Cleveland* · Rutland* · Shropshire · Somerset · Southend-on-Sea* · Southampton* · South Gloucestershire* · South Yorkshire · Staffordshire · Stockton-on-Tees* · Stoke-on-Trent* · Suffolk · Surrey · Swindon* · Telford & Wrekin* · Thurrock* · Torbay* · Tyne & Wear · Warrington* · Warwickshire · West Midlands · West Sussex · West Yorkshire · Wiltshire · Worcestershire · York* 
Overig: Ceremoniële graafschappen · Traditionele graafschappen